# Промис, Айзек
Айзек Промис (англ. Isaac Promise, 3 декабря 1987, Зариа, Нигерия — 2 октября 2019, Остин, Техас, США) — нигерийский футболист, нападающий. Выступал за сборную Нигерии и был серебряным призёром Олимпийских Игр 2008 года в составе сборной.

## Карьера
Будучи перспективным юниором, Промис занимался в нигерийском клубе второго дивизиона «Грейс Интернешнл». Айзек привлек внимание со стороны нескольких крупных футбольных клубов в Европе и вскоре прошёл просмотр в «Манчестер Юнайтед» вместе с известным по выступлениям за лондонский «Челси» и игроком сборной Нигерии Джоном Оби Микелом, но не подошёл «красным дьяволам». После того как он прошёл просмотр в голландском «Фейеноорде», в августе 2005 года подписал контракт с клубом «Генчлербирлиги», выступающем в турецкой Суперлиге, сроком на три года.
После Турции переехал в США, где выступал в низших лигах.

## Смерть
2 октября 2019 года Промис скончался от сердечного приступа в городе Остин, штат Техас в США.